# Kudakibidhoo
Kudakibidhoo is een van de onbewoonde eilanden van het Thaa-atol behorende tot de Maldiven.